# Phleogena faginea
Phleogena faginea ist eine Pilzart aus der Familie der Phleogenaceae. Sie ist der einzige Vertreter der Gattung Phleogena. Die Fruchtkörper der mit Ausnahme Afrikas auf allen Kontinenten verbreiteten Art besitzen einen kurzen Stiel, auf dem ein kugeliger Kopf sitzt, der das Hymenium repräsentiert. Der Pilz wächst saprobiontisch auf der Rinde von Laubbäumen.

## Merkmale

### Makroskopische Merkmale
Der Fruchtkörper von Phleogena faginea besteht aus einem kurzen, sterilen Stiel mit einem kugeligen Kopf, der die Fruchtschicht darstellt. Insgesamt werden sie drei bis sechs Millimeter hoch, der Kopfteil hat einen Durchmesser von einem bis drei Millimetern. Die Peridie, das heißt die Außenhaut des Kopfes, ist dünn und glatt bis feingekörnt. Der Kopf ist zunächst hell ocker, färbt dann aber erst ins Braune und schließlich ins Schwarze um. Im Alter zerfällt der Kopf und setzt das hellbraune Sporenpulver frei. Der Stiel des Fruchtkörpers ist zylindrisch und weiß bis hell ocker.

### Mikroskopische Merkmale
Phleogena faginea besitzt eine monomitische Hyphenstruktur, der Pilz bildet also nur generative Hyphen. Die Hyphen sind hyalin, die Septen sind mit Schnallen versehen. Auf den hyalinen Basidien sitzen je vier Sporen; eindeutige Sterigmen sind nicht vorhanden. Die Sporen sind gelblich braun, dickwandig und kugelig. Sie besitzen eine glatte Oberfläche und sind inamyloid. Gelegentlich bildet die Art Konidiophoren mit breit elliptischen Konidien aus.

## Verbreitung
Phleogena faginea ist aus Neuseeland, Asien, Nord- und Südamerika sowie aus Europa, wo er als selten gilt, bekannt.

## Ökologie
Phleogena faginea wächst saprobiontisch auf Laubbäumen, vor allem auf Buchen (Fagus spp.), Hainbuchen (Carpinus spp.), Pappeln (Populus spp.) und Eichen (Quercus spp.) sowie auf Arten der Gattung Prunus. Allerdings wurde der Pilz auch auf Fichten (Picea spp.) gefunden. Die Fruchtkörper stoßen in Mitteleuropa im Spätherbst und Winter aus der Rinde der Bäume hervor und wachsen dann mitunter sehr gesellig.